# Dunfermline (Illinois)
Dunfermline és una població dels Estats Units a l'estat d'Illinois. Segons el cens del 2000 tenia 262 habitants.

## Demografia
Segons el cens del 2000, Dunfermline tenia 262 habitants, 106 habitatges, i 80 famílies. La densitat de població era de 778,1 habitants/km².
Dels 106 habitatges en un 31,1% hi vivien nens de menys de 18 anys, en un 63,2% hi vivien parelles casades, en un 11,3% dones solteres, i en un 24,5% no eren unitats familiars. En el 20,8% dels habitatges hi vivien persones soles l'11,3% de les quals corresponia a persones de 65 anys o més que vivien soles. El nombre mitjà de persones vivint en cada habitatge era de 2,47 i el nombre mitjà de persones que vivien en cada família era de 2,85.
Per edats la població es repartia de la següent manera: un 24% tenia menys de 18 anys, un 9,5% entre 18 i 24, un 27,1% entre 25 i 44, un 23,3% de 45 a 60 i un 16% 65 anys o més.
L'edat mediana era de 37 anys. Per cada 100 dones de 18 o més anys hi havia 82,6 homes.
La renda mediana per habitatge era de 35.357 $ i la renda mediana per família de 41.250 $. Els homes tenien una renda mediana de 22.222 $ mentre que les dones 20.000 $. La renda per capita de la població era de 16.152 $. Aproximadament el 4,7% de les famílies i el 9,5% de la població estaven per davall del llindar de pobresa.

## Poblacions més properes
El següent diagrama mostra les poblacions més properes.